# هیتومی تاناکا
هیتومی تاناکا (انگلیسی: Hitomi Tanaka)؛ (زاده ۱۸ ژوئیهٔ ۱۹۸۶) یک بازیگر پورنوگرافی اهل کشور ژاپن است، او همچنین دارای کمربند مشکی در رشته کاراته است.